# Dubniki (sielsowiet Worniany)
Dubniki (biał. Дубнікі; ros. Дубники) – chutor na Białorusi, w rejonie ostrowieckim obwodu grodzieńskiego, około 11 km na północ od Ostrowca.

## Historia
Pierwszymi znanymi właścicielami klucza worniańskiego, w którego skład wchodziły prawdopodobnie Dubniki, była rodzina Abramowiczów, później właścicielami majątku byli m.in.: Kociełłowie, Brzostowscy, od których nabył je na początku XIX wieku Tomasz Mineyko. Po nim dziedziczył jego syn Michał (1791–1825), syn Michała, Tomasz (1808–1856), syn Tomasza Bronisław (1846–1887), i syn Bronisława – Ludwik (1883–1920) oraz jego żona Józefa z domu Vismin (1889–1976), która była ostatnią właścicielką majątku przed 1939 rokiem.
W XVIII wieku Dubniki wchodziły w skład powiatu wileńskiego województwa wileńskiego Rzeczypospolitej. Po III rozbiorze Polski w 1795 roku miejscowość znalazła się na terenie powiatu wileńskiego (ujezdu) guberni wileńskiej. Po ustabilizowaniu się granicy polsko-radzieckiej w 1921 roku wróciły do Polski i po ustabilizowaniu się podziałów administracyjnych należały do gminy Worniany w powiecie wileńsko-trockim województwa wileńskiego, od 1945 roku – w ZSRR, od 1991 roku – na terenie Republiki Białorusi.
W 1866 roku we wsi Dubniki mieszkało 19 mieszkańców (w 2 domach), a w folwarku – 4 (w jednym domu), w 2009 roku – 65 osób.

## Nieistniejący dwór Mineyków

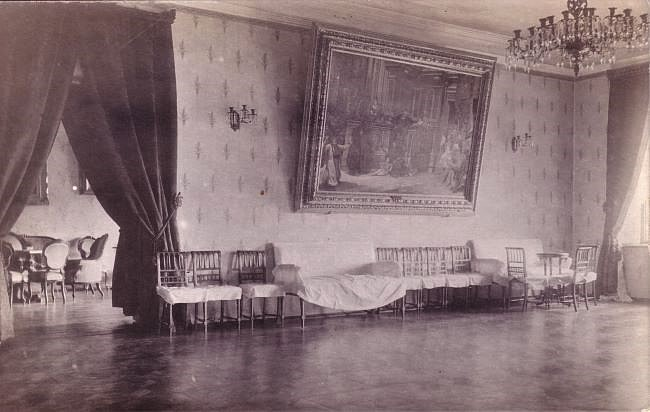
Salon we dworze Mineyków przed 1914 rokiem

Od XVII wieku do pierwszej połowy XIX wieku w Dubnikach, na skraju wsi, istniał bardzo duży dwór. Bronisław Mineyko wybudował tu w 1878 roku nowy dwór według projektu inż. Wojnickiego. Był to dwukondygnacyjny budynek o murowanym parterze i drewnianym piętrze, wzniesiony na planie czworokąta, ale o zróżnicowanej bryle. Reprezentował rzadko spotykany w Polsce „styl rosyjski”. W ośmioosiowej elewacji wschodniej występowały dwa ryzality boczne, prawy z nich miał mocno ścięte narożniki i był nakryty dachem stożkowym. Przy obu bocznych elewacjach znajdowały się parterowe, dwuosiowe skrzydła. Nad piętrową, lewą stroną elewacji górowała kwadratowa wieża z balkonem. Cały dom nakrywał gładki, niezbyt wysoki dach czterospadowy. Wejście do domu umieszczono przy krótszej, południowej elewacji.
Z cenniejszych obrazów wiszących na ścianach rezydencji można wymienić prace malarzy szkół włoskich i holenderskich oraz obrazy Leopolda Gottlieba, Tadeusza Brodowskiego, Aleksandra Kotsisa, Witolda Bielińskiego, Edwarda Lepszego, Stanisława Siostrzeńcewicza, Walentego Wańkowicza i prawdopodobnie Aleksandra Gierymskiego. Przechowywano tu również cenne dokumenty historyczne, m.in. mowy Tomasza Mineyki na Sejmie Czteroletnim.
Dom otaczał park krajobrazowy o powierzchni około 10 ha, ze stawem i wysepką na nim, oraz aleją lipową zasadzoną przez Anielę Szabuniewicz, żonę Michała Mineyki.
W latach 80. XIX wieku przyjeżdżał do Mineyków Henryk Sienkiewicz, który stworzył tu koncepcję Potopu (w latach 1884–1886) i napisał tu Pana Wołodyjowskiego w latach 1887–1888. Jego tutejsi znajomi i mieszkańcy wsi byli pierwowzorami wielu bohaterów tej książki.
Pod koniec I wojny światowej dwór został częściowo zdewastowany, zniszczone zostały biblioteka i archiwum. Po wojnie został odbudowany. Dziś jest w ruinie, zachowały się również ruiny kilku budynków gospodarczych. 
Majątek Dubniki został opisany w 4. tomie Dziejów rezydencji na dawnych kresach Rzeczypospolitej Romana Aftanazego.